# Calathus

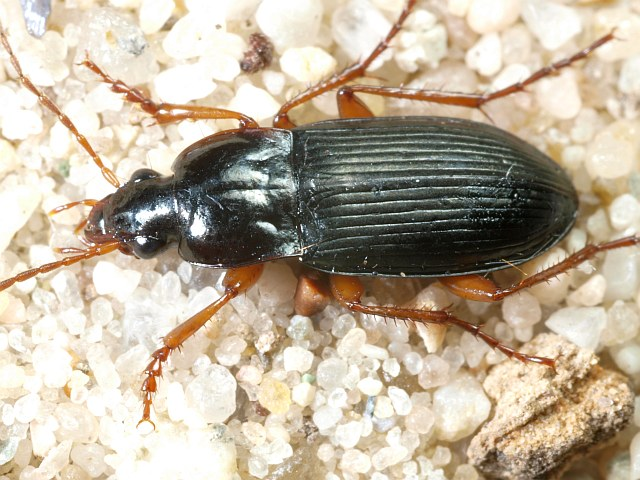
Calathus erratus

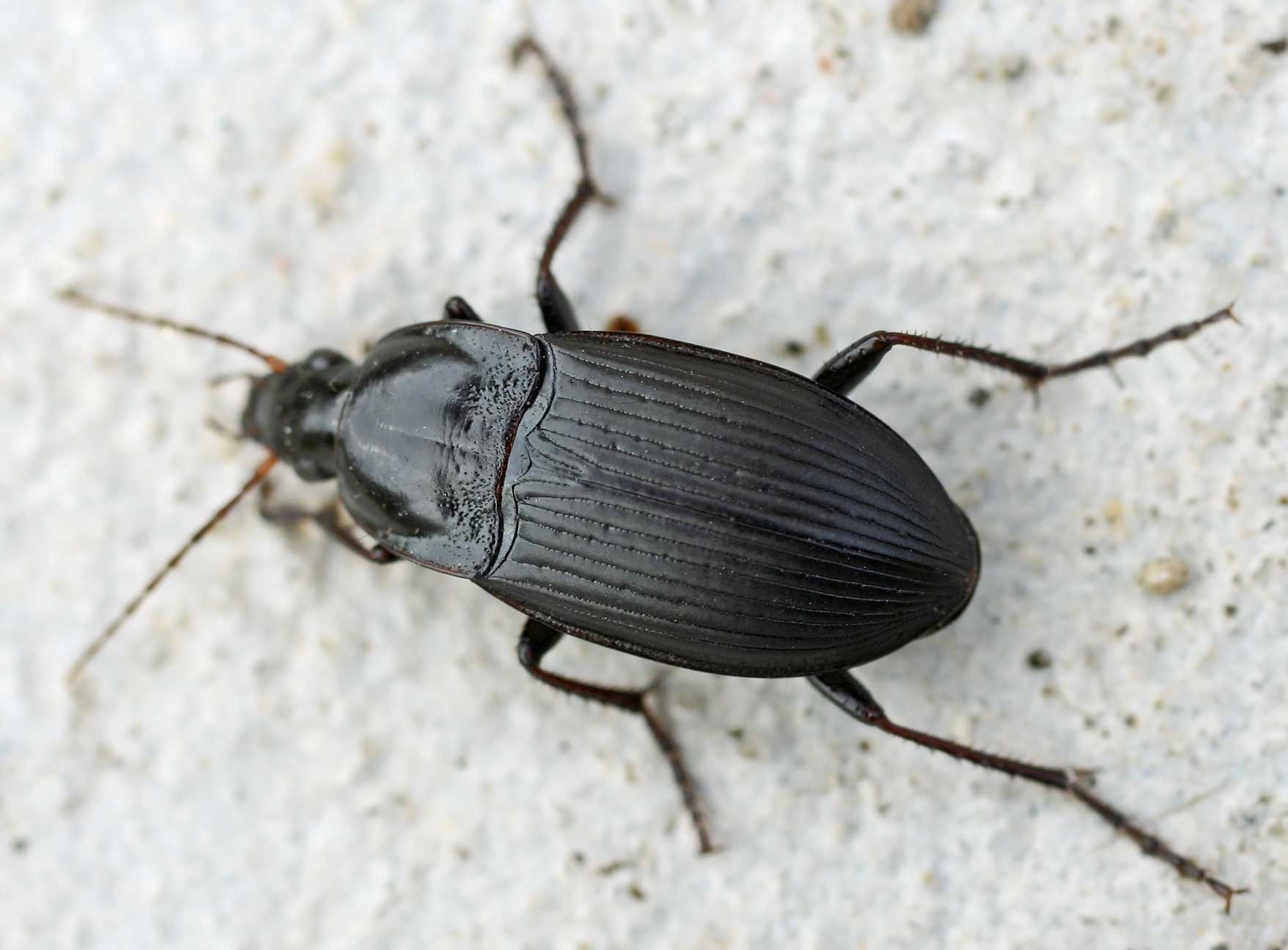
Calathus luctuosus

Calathus – rodzaj chrząszczy z rodziny biegaczowatych i podrodziny Pterostichinae.

## Morfologia
Chrząszcze, jak na biegaczowate, średniej wielkości. Ciało całkiem płaskie i owalne w obrysie. Stopy z wierzchu nieowłosione. Pazurki stóp ząbkowane. Na goleniach przednich odnóży obecne wcięcie. Ostatni segment głaszczków wargowych wąski (nierozszerzony).

## Ekologia i występowanie
Owady te zasiedlają różne środowiska, preferując jednak gleby piaszczyste.
W Europie występuje około 40 gatunków, głównie na południu kontynentu. Z Polski wykazano 8 następujących taksonów:
- Calathus (Calathus) fuscipes fuscipes Goeze, 1777
- Calathus (Neocalathus) erratus erratus (C. R. Sahlberg, 1827)
- Calathus (Neocalathus) ambiguus ambiguus (Paykull, 1790)
- Calathus (Neocalathus) metallicus metallicus Dejean, 1812
- Calathus (Neocalathus) micropterus (Duftschmid, 1812)
- Calathus (Neocalathus) melanocephalus melanocephalus (Linné, 1758) - pieszek czarnogłowy
- Calathus (Neocalathus) cinctus Motschulsky, 1850
- Calathus (Neocalathus) mollis mollis (Marsham, 1802)

## Taksonomia
Rodzaj został opisany w 1811 roku przez Franca Andreę Bonelliego, który ustanowił jego gatunkiem typowym gatunek Carabus cisteloides Panzer, 1793, zsynonimizowanym potem z Carabus fuscipes  Goeze, 1777 - obecnym Calathus fuscipes. Dawniej zaliczany do plemienia Agonini.
Wyróżniono 8 podrodzajów z tego rodzaju:
- Calathus (Amphyginus) Haliday, 1841
- Calathus (Bedelinus) Ragusa, 1885
- Calathus (Calathus)
- Calathus (Iberocalathus) Toribio, 2006
- Calathus (Lauricalathus) Machado, 1992
- Calathus (Neocalathus) Ball et Negre, 1972
- Calathus (Tachalus) Ball & Negre, 1972
- Calathus (Trichocalathus) Bolivar y Pieltain, 1940

Ponadto następujące gatunki maja status incertae sedis i nie zostały przyporządkowane do podrodzajów:
- Calathus algens Andrewes, 1934
- Calathus anatolicus Jedlicka, 1969
- Calathus annapurnae J. Schmidt, 1999
- Calathus carvalhoi Serrano & Borges, 1986
- Calathus colasianus Mateu, 1970
- Calathus complanatus Dejean, 1828
- Calathus fimbriatus Wollaston, 1858
- Calathus gansuensis Jedlicka, 1937
- Calathus gelascens Andrewes, 1934
- Calathus himalayae Bates, 1891
- Calathus holzschuhi Kirschenhofer, 1990
- Calathus montanellus Heinz, 2000
- Calathus montivagus Dejean, 1831
- Calathus pecoudi Colas, 1938
- Calathus prentus Jedlicka, 1937
- Calathus sterbai Jedlicka, 1937
- Calathus suffuscus Andrewes, 1934
- Calathus tombesii F. Battons, 1976
- Calathus vividus Fabricius, 1801